# Murallas de San Pedro Pescador
Las murallas de San Pedro Pescador es una antigua construcción del municipio español de San Pedro Pescador en la comarca catalana del Alto Ampurdán perteneciente a la provincia de Gerona. Está declarada bien cultural de interés nacional.

## Historia
Los restos conservados posiblemente pertenecen a la reconstrucción hecha hacia la mitad del siglo XV, ordenada por el infante Enrique en plena época bélica, dado que el castillo y la muralla habían quedado dañados tras los aguaceros que arrasaron la población en 1421. Aunque también podría ser que la reconstrucción fuera seguidamente después del hechos beligerantes de la guerra de los remensas, en el que las defensas de la villa sufrieron el embate de armas.

## Descripción

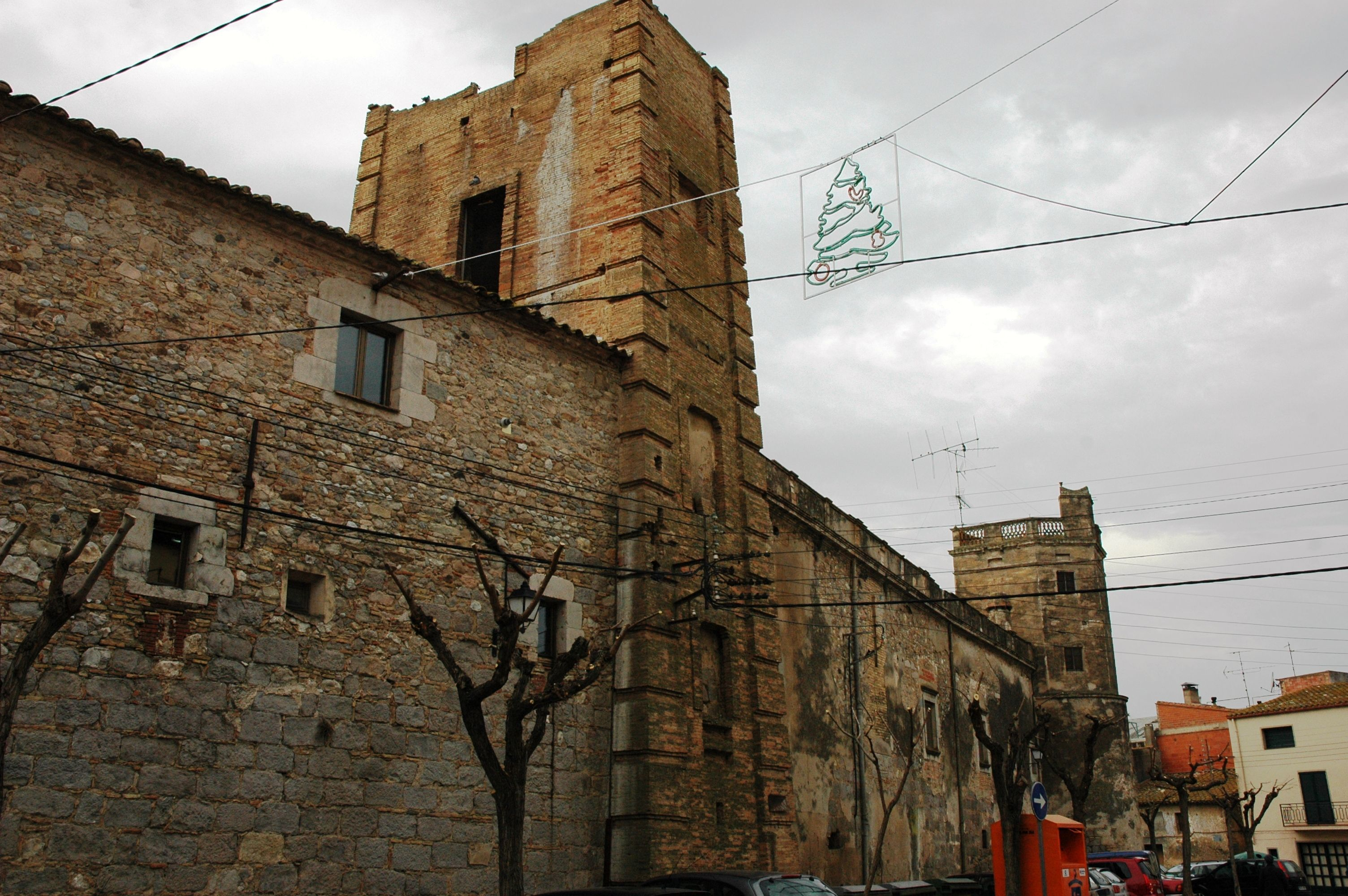
Tramo norte de la muralla unida a la Casa Caramany

Se encuentran situadas dentro del casco urbano de la población de San Pedro, en la parte más antigua de la villa. Los restos conservados están ubicados en la calle del Horno, aunque en origen estarían delimitados también por las actuales calles de la Virgen del Portalet, Gerona y la plaza Cataluña.
Se trata de los restos conservados del antiguo recinto amurallado de la población, actualmente integrados en las construcciones y casas que conforman el núcleo. En concreto se conservan los lienzos norte y oeste del recinto amurallado. El tramo norte está integrado en la casa de los Caramany y presenta una altura conservada aproximada de seis o siete metros. Se observan muchas reformas, andamios con diferentes tipos de piedra y también con abundantes restos de material constructivo. Aunque se aprecia alguna aspillera original, algún agujero de sujeción para andamio y, sobre todo, la parte inferior de una de las torres, de planta circular, que integraban el recinto fortificado. Los tramos bien conservados dejan ver el paramento original de la muralla, construida con sillares de piedra bien escuadrados, unidos con mortero de cal.